# مدرسة الطب التقويمي في كلية بايكفيل
مدرسة الطب التقويمي في كلية بايكفيل (بالإنجليزية: Pikeville College School of Osteopathic Medicine)‏ هي إحدى الكليات لتدريس الطب في الولايات المتحدة الأمريكية. تقع في مدينة بايكسفيل في ولاية كنتاكي الأمريكية. نوع الشهادة الطبية التي يتم تحصيلها هناك هي دو.